# Paul de Cauwer
Paul Camille Victor de Cauwer (Antwerpen, 18 oktober 1900 - 24 augustus 1949) was een Belgisch uitgever.

## Levensloop
Hij was de zoon van Camille de Cauwer, stichter van de Antwerpse Franstalige liberale krant Le Matin. Hij volgde zijn vader op na diens dood in 1924 als uitgever van de krant, een functie die hij uitoefende tot 1949. Zelf werd hij opgevolgd door Georges Desguin.
De Cauwer werd begraven op het Schoonselhof, alwaar hij samen met zijn vader een grafmonument deelt van de hand van beeldhouwer Arthur Pierre.